# The Grace
The Grace (estilizado como CSJH The Grace; 천상지희 더 그레이스 (romanización revisada, Cheonsangjihui deo geuleiseu)), conocido como Tenjochiki en Japón, fue un grupo femenino surcoreano formado por Lina, Dana, Sunday y Stephanie.
El grupo fue formado por SM Entertainment en 2005, y fueron presentadas como la contraparte femenina de TVXQ. A lo largo de su trayectoria, lanzaron e interpretaron música en coreano, japonés y chino, con un total de tres álbumes de estudio y múltiples sencillos.
En diciembre de 2008, Stephanie anunció la suspensión de sus actividades en el grupo por unos días debido a su tratamiento por dolor de espalda, mientras que las otras tres integrantes continuarían con sus actividades normales. El grupo continuó lanzando música hasta su segundo álbum japonés Dear..., en enero de 2009. Poco tiempo después del lanzamiento del álbum, Stephanie decidió abandonar definitivamente el grupo debido al empeoramiento de su dolor de espalda. El grupo se presentó como trío (sin Stephanie) por última vez en mayo de 2010, en el concierto SM Town Live '10 World Tour en Seúl, antes de que el grupo detuviera sus promociones y se disolviera. En julio de 2011, el grupo regresó con la subunidad Dana & Sunday, y continuó lanzando algunos sencillos digitales antes de también disolverse en ese mismo año. Actualmente, todos los miembros de The Grace mantienen sus carreras en solitario, tanto en la música como en la actuación. Stephanie firmó con otro sello musical para continuar con su carrera en solitario, y mantuvo su contrato con SM Entertainment hasta que finalizó en 2016. Dana dejó SM Entertainment después de que su contrato finalizara el 23 de junio de 2020. El 19 de enero de 2021, Sunday también dejó SM Entertainment por la misma razón, siendo Lina la única integrante del grupo que permanece aún en la compañía.

## Historia

### 2005: Debut con “Too Good” y “Boomerang”
The Grace hizo su primera actuación en vivo en China el 29 de abril de 2005, donde interpretaron sus sencillos debut "Too Good" y "Boomerang". La actuación fue transmitida por el canal chino CCTV. El grupo lanzó oficialmente ambos sencillos en el mercado coreano ese mismo día. Después del lanzamiento de ambos sencillos, realizaron su primera actuación en Corea del Sur, que fue el 1 de mayo de 2005 en Inkigayo. Después de promocionar sus sencillos, partieron a China, lanzando la versión china de su sencillo "Too Good" en marzo de 2006. El sencillo incluía tres temas nuevos: las versiones chinas de "Too Good" y "Boomerang" y el tema pre-grupo "Fight To The End". Tras finalizar las actividades promocionales, The Grace se dirigió a Japón.

### 2006: Debut japonés y "My Everything"
Su primer sencillo japonés "Boomerang" fue lanzado el 25 de enero de 2006. La canción fue regrabada con letras en japonés y una pista instrumental modificada, además de un lado B llamado "Do You Know?", que es una canción en solitario de la miembro Sunday. "Boomerang" ocupó el puesto número 110 en la lista Top 200 de sencillos japoneses. El segundo sencillo japonés "The Club" salió el 8 de marzo y llegó al puesto 131 en las listas japonesas de Oricon, promocionándose brevemente en Corea del Sur. Además, se lanzó junto con una canción en solitario de Stephanie llamada "What U Want". Su tercer sencillo, "Sweet Flower", fue presentado en un programa de música y alcanzó el puesto 151.
Una versión china de "Boomerang" fue lanzada el 19 de junio. A pesar de las bajas ventas iniciales, se planeó el lanzamiento de otro sencillo, "Juicy Love", con un ritmo reggae y un lado B llamado "Sayonara no Mukō ni". Después, lanzaron "My Everything" como CSJH The Grace, una balada que no mejoró las ventas, alcanzando el puesto número 30 en las listas de Corea del Sur. La pista del lado B incluía una versión a capela de "Faith" de George Michael, "The Final Sentence" e "Iris (할 말이 있어요)".

### 2007:One More Time, OK?yGraceful4
El primer álbum del grupo, 한번 더, ¿OK? (Hanbeon Deo, OK?; One More Time, OK? ) se lanzó el 4 de mayo de 2007. La canción principal "One More Time, OK?" fue la canción más exitosa de The Grace hasta la fecha, encabezando las listas de Mnet M Countdown y SBS Inkigayo. El álbum alcanzó el sexto lugar durante el mes. El 15 de junio, el álbum fue lanzado en Taiwán, siendo el primer lanzamiento importante de The Grace en el extranjero. "One More Time, OK?" ganó el premio a la Mejor Música Dance en los Mnet Asian Music Awards de 2007 (M.Net KM Music Festival).
Un quinto sencillo japonés del grupo, "Piranha", fue lanzado en agosto, el cual contenía el sencillo "Piranha" y versiones japonesas de "My Everything" y "Just For One Day", con Jaejoong de TVXQ. El sencillo debutó en el puesto #26 en las listas diarias de Oricon y alcanzó el puesto #50 en las listas semanales.
En noviembre, se lanzó su primer álbum japonés Graceful 4, que contenía nueve canciones previamente lanzadas y material nuevo, incluida la versión japonesa de "One More Time, OK?" de la canción principal de su primer álbum coreano.

### 2008: "Stand Up People", "Here" y problemas de salud de Stephanie
Durante los primeros meses de 2008, The Grace actuó en varios eventos para promocionar su primer álbum japonés, realizando tres conciertos en abril y mayo llamados Graceful Party Vol. 1. El último concierto presentó su próximo lanzamiento "Here", una colaboración con Cliff Edge. Su sexto sencillo "Stand Up People" salió el 23 de julio, seguido del séptimo sencillo "Here" el 22 de octubre, que se ofreció gratuitamente tras filtrarse. "Here" fue el tema principal de Homeless School Student y alcanzó el puesto 16 en las listas de Oricon con ventas de más de 16,000 copias. En diciembre de 2008, se anunció a través del sitio web japonés del grupo que Stephanie había decidido suspender sus actividades en el grupo por unos días debido a su dolor de espalda, y que el resto de los miembros continuarían con sus actividades normales.

### 2009:Dear...y salida de Stephanie
El segundo álbum japonés del grupo, Dear..., fue lanzado el 7 de enero de 2009. El álbum alcanzó el puesto 14 en las listas diarias de Oricon y el 37 en las semanales, estuvo 3 semanas en las listas y vendió 4,734 copias. The Grace también participó en la banda sonora de la película japonesa Subaru con las canciones "Sukoshi De Ii Kara / A Bit of Good" (少しでいいから) y "Coming To You", además de que Stephanie realizó una aparición especial en la película. Poco tiempo después del lanzamiento del álbum y de la película, Stephanie decidió abandonar definitivamente el grupo debido al empeoramiento de su dolor de espalda.

### 2010-2021: Disolución del grupo, subunidad, disolución de la subunidad y salida de miembros de SM Entertainment
El 21 de mayo de 2010, The Grace, esta vez como trío, actuó por última vez durante el SM Town Live' 10 World Tour en Seúl, antes de que el grupo detuviera sus promociones y se disolviese en ese mismo año. La disolución del grupo se debió a que SM Entertainment deseaba centrarse en sus otros grupos y proyectos, además de que Lina deseaba centrarse en su carrera en solitario.
Sin embargo, debido a que Dana y Sunday querían seguir formando parte de un grupo, en julio de 2011, ellas dos formaron la subunidad The Grace - Dana & Sunday, pero solo estuvieron activas durante ese año.
El 15 de mayo de 2016, SM Entertainment anunció que Stephanie dejaría la compañía debido a la finalización de su contrato. Posteriormente, decidió firmar con Mafia Records. El 23 de junio de 2020, Dana abandonó SM luego de que su contrato finalizara después de 19 años. El 19 de enero de 2021, Sunday dejó SM Entertainment tras la expiración de su contrato después de 16 años. Todos los miembros del grupo excepto Lina dejaron SM Entertainment.

## Subunidades

### Dana & Sunday
El 4 de julio de 2011, SM anunció el regreso de The Grace con una subunidad compuesta por Dana y Sunday. Su sencillo debut, "One More Chance (나 좀 봐줘)", fue lanzado el 8 de julio, después de su presentación debut en KBS Music Bank ese mismo día. Su sencillo debut se lanzó oficialmente el 11 de julio.
El 23 de septiembre, Dana & Sunday aparecieron en la banda sonora del drama surcoreano Hooray for Love (애정만만세), con la canción "Now You" (지금 그대). Antes de acabar el año, lanzaron "With Coffee Project Part 1" el 20 de diciembre junto con el video musical de la canción.
El dúo también participó en el octavo álbum recopilatorio de invierno de SM Town, 2011 Winter SMTown – The Warmest Gift. Interpretaron la canción "Amazing", que fue lanzada como sencillo en formato físico el 13 de diciembre de 2011.
Después de ese último lanzamiento, Dana & Sunday se disolvió debido a que, tras unos días de reflexión, las dos integrantes tomaron la decisión de continuar con sus carreras en solitario. Sin embargo, hicieron unas actuaciones especiales en la gira de conciertos SM Town Live 2019 en Tokio del 3 al 5 de agosto de 2019.

## Discografía

### Álbumes de estudio
| Título                                                                                       | Detalles del álbum | Posiciones máximas en los gráficos | Posiciones máximas en los gráficos | Ventas             |
| Título                                                                                       | Detalles del álbum | COR                                | JPN                                | Ventas             |
| -------------------------------------------------------------------------------------------- | --- | ---------------------------------- | ---------------------------------- | ------------------ |
| One More Time, OK?                                                                           | - Fecha de lanzamiento: 4 de mayo de 2007 (COR) - Etiqueta: SM Entertainment - Formato: CD, casete de música, descarga digital. | —                                  | —                                  | - COR: 17,712      |
| Graceful 4                                                                                   | - Fecha de lanzamiento: 14 de noviembre de 2007 (JPN) - Etiqueta: Rhythm Zone - Formato: CD, descarga digital                   | —                                  | 103                                | - JPN: más de 2000 |
| Dear...                                                                                      | - Fecha de lanzamiento: 7 de enero de 2009 (JPN) - Etiqueta: Rhythm Zone - Formato: CD, descarga digital                        | —                                  | 37                                 | - JPN: más de 5000 |
| "—" denota lanzamientos que no aparecieron en las listas o que no se lanzaron en esa región. | |                                    |                                    |                    |

### Sencillos
Coreanos
- Too Good (2005)
- Boomerang (2005)
- The Club (con Rain) (2006)
- My Everything (열정) (2006)
- One More Time, OK? (한번 더, OK?) (2007)
- Dancer In The Rain (2007)
- One More Chance (como Dana & Sunday) (2011)

Japoneses
- Boomerang (2006)
- The Club (con Seamo) (2006)
- Sweet Flower (2006)
- Juicy Love (con Corn Head) (2006)
- Piranha (2007)
- One More Time, OK? (2007)
- Stand Up People (2008)
- Here (con Cliff Edge) (2008)

Chinos
- Too Good (2006)

### Apariciones en bandas sonoras
| Canción                                                   | Año      | Película/serie                     |
| Coreanos                                                  | Coreanos | Coreanos                           |
| --------------------------------------------------------- | -------- | ---------------------------------- |
| "Just for One Day (하루만)" (con Kyuhyun de Super Junior) | 2007     | Air City OST                       |
| "Now, You (지금 그대)" (como Dana & Sunday)               | 2011     | Hooray for Love OST                |
| "First Americano" (como Dana & Sunday)                    | 2011     | With Coffee Project                |
| Japoneses                                                 |          |                                    |
| "Get on the Floor" (con Dogma)                            | 2006     | Backdancers! Original Soundtrack   |
| "Coming to You"                                           | 2009     | Tribute to Subaru Street Dance Hen |
| "少しでいいから"                                          | 2009     | Tribute to Subaru Street Dance Hen |

### Apariciones especiales
| Título                                          | Año      | Álbum                                 |
| Coreanos                                        | Coreanos | Coreanos                              |
| ----------------------------------------------- | -------- | ------------------------------------- |
| "바램 (Fight to the End)"                       | 2004     | 2004 Summer Vacation in SMTown.com    |
| "Catch the Shooting Star"                       | 2006     | 2006 Summer SMTown                    |
| "Dreams Come True"                              | 2006     | 2006 Winter SMTown - Snow Dream       |
| "Festival"                                      | 2007     | 2007 Summer SMTown - Fragile          |
| "We Wish You a Merry Christmas & Feliz Navidad" | 2007     | 2007 Winter SMTown - Only Love        |
| "Amazing" (como Dana & Sunday)                  | 2011     | 2011 Winter SMTown – The Warmest Gift |

### DVDs
- Rhythm Nation 2006: The biggest indoor music festival (Fecha de lanzamiento: 11 de julio de 2007) (Japón)
  - Pista 7: Boomerang
- A-Nation'07: Best Hit Live (Lanzamiento: 7 de noviembre de 2007) (Japón)
  - Pista 4: Piranha
- Rhythm Nation 2007: The biggest indoor music festival (Fecha de lanzamiento: 2 de abril de 2008) (Japón)
  - Pista 15: One More Time, OK?
- A-Nation'08: Avex All Cast Special Live (Lanzamiento: 26 de noviembre de 2008) (Japón)
  - Pista 29: Stand Up People

### Videos musicales
| Título                               | Año      |          |          |          |          |
| Coreanos                             | Coreanos | Coreanos | Coreanos | Coreanos | Coreanos |
| ------------------------------------ | -------- | -------- | -------- | -------- | -------- |
| "Too Good"                           | 2005     |          |          |          |          |
| "Boomerang"                          | 2005     |          |          |          |          |
| "The Club"                           | 2006     |          |          |          |          |
| "My Everything"                      | 2006     |          |          |          |          |
| "One More Time, OK?"                 | 2007     |          |          |          |          |
| "Dancer in the Rain"                 | 2007     |          |          |          |          |
| "One More Chance" (como Dana&Sunday) | 2011     |          |          |          |          |
| "First Americano" (como Dana&Sunday) | 2011     |          |          |          |          |
| Japoneses                            |          |          |          |          |          |
| "Boomerang"                          | 2006     |          |          |          |          |
| "The Club"                           | 2006     |          |          |          |          |
| "Sweet Flower"                       | 2006     |          |          |          |          |
| "Juicy Love"                         | 2006     |          |          |          |          |
| "Piranha"                            | 2007     |          |          |          |          |
| "One More Time, Ok?"                 | 2007     |          |          |          |          |
| "Stand Up People"                    | 2008     |          |          |          |          |
| "Here"                               | 2008     |          |          |          |          |
| "Near ~thoughtful・1220~"            | 2008     |          |          |          |          |
| "Coming to You"                      | 2009     |          |          |          |          |
| Chinos                               |          |          |          |          |          |
| "Too Good"                           | 2006     |          |          |          |          |

## Conciertos

### Principales
- Graceful Party Vol. 1 (2008)
- Tenjochiki 1st Live Tour 2009 ~Dear...~

### Participación especial en otros conciertos
- 2007 SM Town Summer Concert (2007)
- SM Town Live '08 (2008)
- SM Town Live '10 World Tour (2010)
- SM Town Live World Tour III (2012)
- SM Town Live 2019 in Tokyo (2019) (as separate performers)

## Premios
| Años | Premios |
| ---- | --- |
| 2005 | - 12.ª edición de los premios anuales de las artes del entretenimiento de Corea: Mejor grupo femenino - 3ª Ceremonia de Música del Sureste: Mejor grupo de cantantes extranjeros |
| 2006 | - 13.ª edición de los premios anuales de las artes del entretenimiento de Corea: Premio All Star de Hallyu                                                                       |
| 2007 | - 14ª edición de los premios anuales de las artes del entretenimiento de Corea: Mejor grupo femenino - M.net Asian Music Awards: La mejor música de baile                        |